# Bob Backlund
Robert Lee Backlund conosciuto più semplicemente come Bob Backlund (Princeton, 14 agosto 1949) è un ex wrestler statunitense.
È stato per due volte WWF Champion e il suo primo regno è durato ben cinque anni, dal 1978 al 1983. Il 6 aprile 2013 è stato introdotto nella WWF Hall of Fame.
In giovane età Backlund è stato anche un apprezzato lottatore di lotta libera per la North Dakota State University Bison tra la fine degli anni sessanta e i primi anni settanta. Backlund continua a tutt'oggi a lavorare nel mondo del wrestling ricoprendo svariati ruoli. Nel 2000 si è candidato senza successo in Connecticut come deputato del Partito Repubblicano.

## Carriera
Nel 1969 Backlund era attivo sia nel football americano che nel wrestling mentre frequentava il Waldorf Junior College a Forest City, IA. Durante questo periodo decise di focalizzare la sua attività specializzandosi nella lotta. Combatté come dilettante nella divisione di wrestling della North Dakota State University, riuscendo a vincere la Division II NCAA Championship riservata ai pesi medi nel 1971. Nel 1972 Backlund passò alla categoria dei pesi massimi e si classificò quinto alle finali nazionali NCAA DII.

### Professionismo
Allenato dal leggendario Eddie Sharkey, Backlund debuttò nella American Wrestling Association nel 1973. Il suo aspetto da bravo ragazzo e la sua correttezza sul ring unita alle sue non comuni capacità tecniche lo resero fin dall'inizio un face beniamino del pubblico. Dopo qualche tempo nella AWA iniziò a viaggiare per gli Stati Uniti combattendo nella National Wrestling Alliance in diversi stati. Nel 1974 lavorò in Texas con la federazione Amarillo Promotion di proprietà di Dory Funk Jr. e Terry Funk. A marzo sconfisse Terry Funk conquistando l'NWA Western States Heavyweight Championship, il titolo principale della federazione. Il regno da campione durò però solamente due mesi, poiché Backlund venne sconfitto da Karl Von Steiger nel maggio seguente.
A metà 1975 Backlund iniziò a lavorare per la Georgia Championship Wrestling dove fece coppia con Jerry Brisco vincendo l'NWA Georgia Tag Team Championship (da non confondersi con la versione dello stato della Georgia dell'NWA Tag Team Championship) battendo Toru Tanaka & Mr. Fuji nell'ottobre 1975. Il team formato da Brisco & Backlund deterrà i titoli di coppia per due mesi prima di cederli a Les Thornton e Tony Charles. Nel 1976, Backlund se ne andò dalla Georgia per iniziare a combattere in Florida nella Championship Wrestling from Florida (NWA Florida) dove fece squadra con Steve Keirn per sconfiggere Bob Orton Jr. e Bob Roop per il NWA Florida Tag Team Championship. Backlund e Keirn perderanno poi i titoli in favore degli "Hollywood Blonds" (Buddy Roberts e Jerry Brown) nell'ottobre 1976. Sempre in questo periodo combatté anche nella St. Louis Wrestling Club di Sam Muchnick dove sconfisse Harley Race vincendo l'NWA Missouri Heavyweight Championship il 23 aprile. Rimase campione fino a quando fu battuto da Jack Brisco il 26 novembre seguente.

### World Wide Wrestling Federation/World Wrestling Federation (1977–1984)

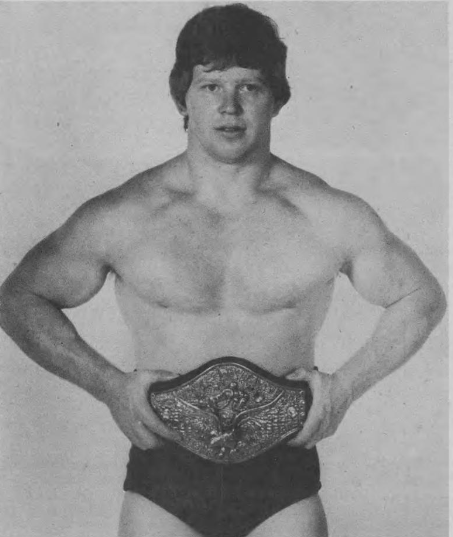
Backlund con la cintura di campione mondiale WWWF (1982)

All'inizio del 1977, Backlund firmò per la World Wide Wrestling Federation di Vincent J. McMahon. Dopo appena quattro mesi nella federazione, Backlund ricevette la sua prima opportunità di lottare in un match per il titolo WWWF contro Superstar Billy Graham, che però perse per count-out. Per tutto il 1977, Backlund ebbe numerose altre occasioni di vincere il titolo mondiale ma nessuna di queste andò a buon fine. Il 20 febbraio 1978, all'interno del celebre Madison Square Garden di New York, Backlund finalmente riuscì a sconfiggere Billy Graham vincendo l'agognato titolo di WWWF World Heavyweight Champion. Backlund vinse il match nonostante durante lo schienamento Graham avesse appoggiato una gamba su una corda del ring (secondo le regole il conteggio di tre non doveva essere ritenuto valido).

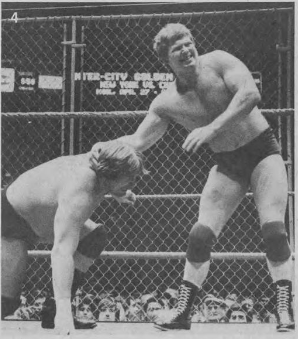
Backlund vs. Stan Hansen nel 1980

Tre giorni dopo aver vinto la cintura di campione mondiale World Wide Wrestling Federation, Backlund si scontrò con l'allora campione NWA World Heavyweight Harley Race in una rara sfida “WWWF contro NWA”, titolo contro titolo. la contesa comunque finì in pareggio senza un vincitore definitivo dopo che i due campioni ebbero lottato per sessanta minuti raggiungendo il limite prestabilito di durata del match. Difendersi dagli assalti dei campioni di altre federazioni divenne una costante per Backlund dato che affrontò anche il campione AWA (Nick Bockwinkel), in diverse occasioni l'NWA World Champion (Harley Race quattro volte e Ric Flair una) e il leggendario campione NWF World Champion Antonio Inoki. Inoltre Backlund sconfisse anche l'NWA Florida Champion Don Muraco e nel 1982 lottò contro l'"International Champion" Billy Robinson in un incontro durato 63 minuti e terminato in parità. Backlund difese degnamente il titolo contro tantissimi avversari, inclusi Pat Patterson, Ray Stevens, Greg Valentine, Don Muraco, Superstar Billy Graham, Hulk Hogan, Jesse Ventura, Adrian Adonis, Sgt. Slaughter, Dusty Rhodes, The Iron Sheik, Nikolai Volkoff, Victor Rivera, Spiros Arion, Larry Zbyszko, Jimmy Snuka, Mr. Fuji, Mr. Saito, Professor Toru Tanaka, The Masked Superstar, Swede Hanson, Ivan Koloff, Stan Stasiak, Ken Patera, Antonio Inoki, Bobby Duncam, Big John Studd, Johnny Rodz, Blackjack Mulligan, Charlie Fulton, Iron Mike Sharpe, Killer Khan, Afa, Sika, Johnny Valiant, Jimmy Valiant, Jerry Valiant, The Moondogs, Ric Flair, Harley Race, Nick Bockwinkel, Stan Hansen, Rick Martel, Rene Goulet, Crusher Blackwell, Gorilla Monsoon, Captain Lou Albano, Lord Alfred Hayes, Cowboy Bob Orton, "Playboy" Buddy Rose, Baron Mikel Scicluna, Baron Von Raschke, Jimmy Garvin, Ron Bass, Tony Atlas, Kevin Sullivan, Dick Murdoch, Peter Maivia, Ernie Ladd, Bulldog Bob Brower, Raymond Rougeau, King Curtis, Killer Kowalski, George "The Animal" Steele, The Original Shiek, e molti altri.
Il 9 agosto 1980, Bob Backlund unì le proprie forze con Pedro Morales per vincere il WWF World Tag Team Championship dai Wild Samoans a Showdown at Shea. Backlund e Morales furono poi costretti a rendere vacanti i titoli a causa di una regola vigente in WWF che stabiliva non si potessero detenere due cinture in contemporanea (Backlund era ancora campione mondiale WWF). In seguito Backlund fece coppia con Antonio Inoki e vinse l'MSG Tag Team League Tournament del 1980, sconfiggendo in finale Hulk Hogan e Stan Hansen il 10 dicembre, ad Osaka, in Giappone. Backlund & Inoki finirono il torneo imbattuti con sette vittorie e due doppi conteggi fuori dal ring.

#### Polemiche sul regno da campione WWWF/WWF

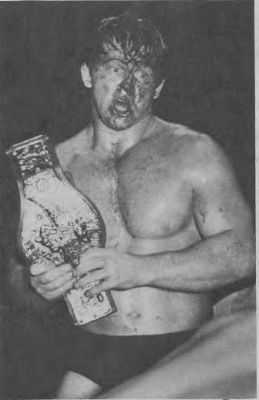
Un sanguinante Bob Backlund nel 1982

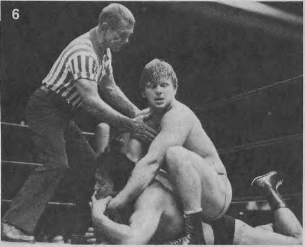
Bob Backlund vs. Antonio Inoki

Sebbene la World Wrestling Entertainment riconosca ufficialmente il regno da campione mondiale di Backlund dal 20 febbraio 1978 al 26 dicembre 1983, ci fu almeno una occasione nella quale il campione venne sconfitto in un match per il titolo.
In primis l'NWF Champion Antonio Inoki sconfisse Bob Backlund in un incontro svoltosi a Tokushima, Giappone il 30 novembre 1979. Inizialmente Inoki venne accreditato come campione mondiale sia NWF che WWF. Il 6 dicembre Inoki e Backlund si scontrarono ancora per la cintura di campione, e questa volta Backlund schienò Inoki ma la decisione venne annullata dal presidente NWF Hisashi Shinma a causa delle interferenze esterne venutesi a creare durante il match. Dopo l'incontro, Inoki si rifiutò di ricevere indietro la cintura WWF e così Backlund fu dichiarato ancora campione WWF, e il passaggio di titolo da Backlund a Inoki non venne mai riconosciuto ufficialmente dalla WWF e non se ne fece più menzione negli albi d'oro della federazione. Poi ci fu un altro caso nel quale un arbitro stordito da un colpo ricevuto sul ring durante il combattimento, proclamò Greg Valentine nuovo campione mondiale WWF consegnandogli la cintura anche se non aveva schienato Backlund. Il verdetto venne poi cancellato e, anche in questo caso, il passaggio di titolo non venne riconosciuto.

#### Perdita del titolo e abbandono (1983)

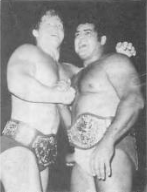
Bob Backlund e Pedro Morales nel 1980

A inizio 1983, la popolarità di Backlund presso i fan era in calo, quindi Vince McMahon, che aveva preso le redini della federazione del padre, decise di dare la cintura più prestigiosa al più carismatico e muscolare Hulk Hogan. Il giovane McMahon approcciò Backlund e gli disse che Hogan sarebbe stato l'uomo che avrebbe fatto fare il decisivo salto di qualità alla federazione. Inizialmente McMahon aveva pensato di far prima diventare Backlund un heel e poi di farlo sconfiggere da Hogan, ma quando Backlund rifiutò, non potendo far scontrare tra di loro due "buoni", si decise per un'altra soluzione. Il 26 dicembre 1983, Backlund, recentemente "infortunatosi" a causa di un attacco da parte di The Iron Sheik, perse il titolo proprio contro Sheik quando il manager di Backlund, Arnold Skaaland, gettò la spugna mentre il suo assistito era imprigionato nella Camel Clutch, la presa per cedere dello sceicco di ferro. Backlund non fu sconfitto per schienamento o sottomissione, ma fu il gesto di Skaaland a decretarne la sconfitta. Dato che Backlund era stato dichiarato "infortunato", gli fu negato un rematch contro Iron Sheik, ed invece fu Hulk Hogan a prendere il suo posto, e a diventare nuovo campione mondiale WWF. Poco tempo dopo la perdita del titolo, Backlund lasciò la federazione.

### Ritorno (1992–2000)
Nel 1992, Backlund ritornò a sorpresa a combattere nella WWF, che nel frattempo era molto cambiata rispetto ai suoi tempi. Durante la sua assenza, la compagnia era diventata la più importante nel panorama mondiale del wrestling professionistico grazie alla forte caratterizzazione spettacolare di lottatori come Hulk Hogan, Ultimate Warrior, Macho Man Randy Savage, Andre The Giant, ecc. Backlund, il cui personaggio era rimasto lo stesso di prima del ritiro, e cioè quello del wrestler puro e semplice senza particolari "gimmick" o atteggiamenti sopra le righe, sembrò all'inizio decisamente fuori posto nell'evoluzione intrapresa dalla WWF. Molti fan non si ricordavano nemmeno di lui, o erano addirittura troppo piccoli per averlo visto combattere. Il suo periodo iniziale in WWF fu ampiamente di basso profilo e l'ex campione veniva spesso impiegato in match di poca importanza contro vari jobbers. L'eccezione fu la sua incredibile performance alla Royal Rumble del 1993, dove resistette per ben sessantuno minuti e dieci secondi, un record che rimase imbattuto fino al 2004 (fu Chris Benoit a battere il record). La prima apparizione ufficiale di Backlund durante una edizione di WrestleMania, ebbe luogo a WrestleMania IX, e consistette in un match veloce, che perse sbrigativamente contro Razor Ramon.
La svolta si ebbe con il "turn heel", quando cioè venne deciso dai vertici della federazione di rendere Backlund un cosiddetto "cattivo". Backlund iniziò ad affermare che lui doveva essere considerato ancora il legittimo campione mondiale WWF, perché The Iron Sheik non lo aveva mai schienato o fatto cedere durante il loro match di dieci anni prima. La nuova gimmick di Backlund consisteva in un veterano nevrotico, altamente pericoloso e fuori controllo, desideroso di dare una bella lezione alle nuove generazioni di wrestler. Pretendeva di essere chiamato Signor Backlund ed acconsentiva a firmare autografi ai fan soltanto se essi fossero stati in grado di elencare in ordine cronologico tutti i nomi dei presidenti americani succedutisi alla Casa Bianca. In svariate occasioni, attaccò lottatori e personale WWF imprigionandoli nella sua mossa di sottomissione "crossface chickenwing" urlando istericamente. Tra le sue vittime ricordiamo Duke "The Dumpster" Droese, il giornalista sportivo Lou Gianfriddo, e il suo ex manager Arnold Skaaland, colpevole secondo Backlund di avergli fatto perdere il titolo WWF undici anni prima.

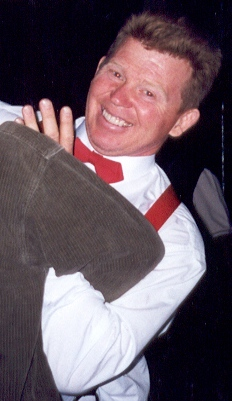
Bob Backlund

Il 23 novembre 1994 durante le Survivor Series, Backlund affrontò il campione WWF Bret Hart in un submission match con il titolo in palio. La particolare stipulazione dell'incontro prevedeva che se uno degli accompagnatori dei due lottatori (Owen Hart per Backlund e British Bulldog per Bret Hart) avesse gettato la spugna sul ring, il match sarebbe terminato decretando la vittoria dell'altro contendente. Dopo numerosi tentativi, Backlund riuscì ad imprigionare Hart nella "Crossface Chickenwing". Bret Hart rimase imprigionato nella presa per ben otto minuti e mezzo, ma si rifiutò di cedere. Alla fine fu la madre di Bret, che assisteva al match da bordo ring, a gettare la spugna facendo terminare il match e facendo perdere la cintura di campione al figlio nell'identico modo in cui Backlund l'aveva persa anni addietro.
Il secondo regno da campione mondiale di Backlund fu però molto breve, in quanto perse subito la cintura contro Diesel il 26 novembre durante un house show al Madison Square Garden. L'incontro fu senza storia, con Diesel che distrusse letteralmente il campione in appena otto secondi dopo il suono del gong. Nelle settimane seguenti, il pubblico accoglieva Backlund nelle arene sbeffeggiandolo con il coro: «Otto secondi! Otto secondi!»
Dopo la sconfitta, Backlund iniziò ad apparire sul ring sempre di meno, non venendo mai preso seriamente in considerazione per un rematch contro Diesel per il titolo. Alla WWF serviva soltanto un campione di passaggio, perché voleva preservare in futuro uno scontro tra Bret Hart e Diesel con in palio il titolo del mondo. L'ultimo incontro importante di Backlund in WWF fu un "I Quit" Match contro Bret Hart a WrestleMania XI il 2 aprile 1995. Backlund perse, sebbene molti notarono il fatto che non disse mai chiaramente "I quit" ("Io lascio"), si limitò ad urlare qualcosa di indecifrabile nel microfono che l'arbitro speciale designato per la serata, Roddy Piper, interpretò come: «I quit!».
Dopo WrestleMania, la dirigenza WWF ideò una storyline dove Backlund dichiarava di volersi candidare per la presidenza degli Stati Uniti ma la storia non ebbe successo presso i fan e venne presto accantonata.
Per un breve periodo tra il 1996 e il 1997, Backlund si alleò con il vecchio nemico Iron Sheik per allenare in WWF la nuova stella emergente The Sultan.
Backlund ritornò al wrestling attivo partecipando alla Royal Rumble del 2000. Quindi passò a fare il manager dell'allora campione Intercontinentale ed Europeo Kurt Angle.

### Total Nonstop Action Wrestling (2007)
A seguito di molteplici riferimenti a Bob Backlund fatti da Kevin Nash, egli debuttò ufficialmente nella Total Nonstop Action Wrestling nel gennaio 2007, al pay-per-view Final Resolution, fungendo da giudice alla finale delle "Paparazzi Championship Series" (PCS) tra Alex Shelley e Austin Starr. Prima di dare il suo responso, Backlund si lanciò in una lunga spiegazione della sua decisione terminando poi con il dichiarare la contesa in parità, e il match venne fatto ripartire dal direttore Kevin Nash. Quando Shelley vinse l'incontro, Starr incolpò Backlund accusandolo di essere stato la causa della sua sconfitta. In tutta risposta, Backlund imprigionò Starr nella "Crossface Chickenwing".
Backlund iniziò quindi a fare delle apparizioni regolari a Impact!. Durante questo periodo, veniva descritto come uno "strano" individuo ed un pazzo dai commentatori Don West e Mike Tenay, qualcosa di simile alla sua gimmick di "Mr. Backlund", interpretata durante il secondo periodo in WWF.
Backlund fece il suo ritorno sul ring a Slammiversary, sconfiggendo Alex Shelley. Fece quindi coppia con Jerry Lynn e perse un tag team match contro Alex Shelley & Chris Sabin (con manager Kevin Nash) all'evento Victory Road. Quando la TNA ridisegnò il proprio sito internet, il profilo di Backlund venne rimosso, segnalando la fine della sua collaborazione con la compagnia.

### WWE Hall of Famer e sporadiche apparizioni (2013–2015)
Nella puntata di Raw del 21 gennaio 2013 viene annunciata l'introduzione di Bob Backlund nella WWE Hall of Fame, l'evento si è tenuto il 6 aprile 2013 giorno precedente a WrestleMania 29.
Viene quindi introdotto nella WWE Hall Of Fame il 6 aprile 2013 dall'amica Maria Menounos.
Bob è apparso nel corso di una puntata di Raw andata in onda il 7 ottobre 2013, cercando senza successo di essere designato come arbitro speciale del match per il WWE Championship a Hell in a Cell. Al suo posto venne invece scelto Shawn Michaels, votato dal pubblico. Tuttavia, Backlund apparve in un segmento televisivo durante l'Hell in a Cell, dove, insieme a Darren Young e Titus O'Neil, giocava al videogame WWE 2K14.

#### Manager di Darren Young (2016–2017)
Nel 2016 Backlund è diventato il "life coach" di Darren Young, affiancandolo in numerosi promo mandati in onda a Raw, con lo slogan Make Darren Young Great Again. Dopo vari promo, il duo ha esordito nella puntata di Raw dell'11 luglio, dove Young ha vinto una battle royal per decretare il primo sfidante all'Intercontinental Championship detenuto da The Miz. Il match, svoltosi a Battleground è finito per double count out, dopo che Young ha applicato la Crossface Chickenwing sull'avversario fuori dal ring.
Nel 2017, a seguito di un infortunio di Young, Backlund è rimasto inattivo sino al rilascio definitivo di Young dalla WWE, avvenuto il 29 ottobre 2017.

### Dradition Pro Wrestling (2018)
All'età di 68 anni, Backlund fece ritorno in Giappone. Questa volta in occasione di due eventi della Dradition Pro Wrestling nell'aprile 2018. Il 20 lottò insieme a Riki Choshu e Tatsumi Fujinami sconfiggendo Jinsei Shinzaki, Kazma Sakamoto e Tajiri. Il giorno seguente, insieme a Hiro Saito e Yoshiaki Fujiwara perse contro Fujinami, Choshu e Masakatsu Funaki.

## Vita privata
Backlund e sua moglie, Corki (insegnante di educazione fisica di liceo) hanno una figlia di nome Carrie. Vivono a Glastonbury, Connecticut.

## Personaggio

### Mosse finali
- Atomic Knee Drop (Diving knee drop) – 1973–1978
- Crossface Chickenwing

### Manager
- Arnold Skaaland

### Wrestler di cui è stato manager
- Darren Young
- Kurt Angle
- The Sultan

## Titoli e riconoscimenti
- Pro Wrestling Illustrated
  - 54º tra i 500 migliori wrestler singoli nella PWI 500 (1991)
  - 46º tra i 500 migliori wrestler singoli nella PWI 500 (1992)
  - 7º tra i 500 migliori wrestler singoli nella "PWI Years" (2003)
  - Match of the Year (1978) vs. Billy Graham il 20 febbraio per il WWWF Heavyweight Championship
  - Match of the Year (1982) vs. Jimmy Snuka in uno Steel Cage match il 28 giugno per il WWF Heavyweight Championship
  - Most Hated Wrestler of the Year (1994)
  - Most Inspirational Wrestler of the Year (1977, 1981)
  - Rookie of the Year (1976)
  - Wrestler of the Year (1980, 1982)
- World Wide Wrestling Federation/World Wrestling Federation/WWE
  - WWWF/WWF (World) Heavyweight Championship (2)
  - WWF Tag Team Championship (1) – con Pedro Morales
  - WWE Hall of Fame (Classe del 2013)